# سیزده صفت خداوند

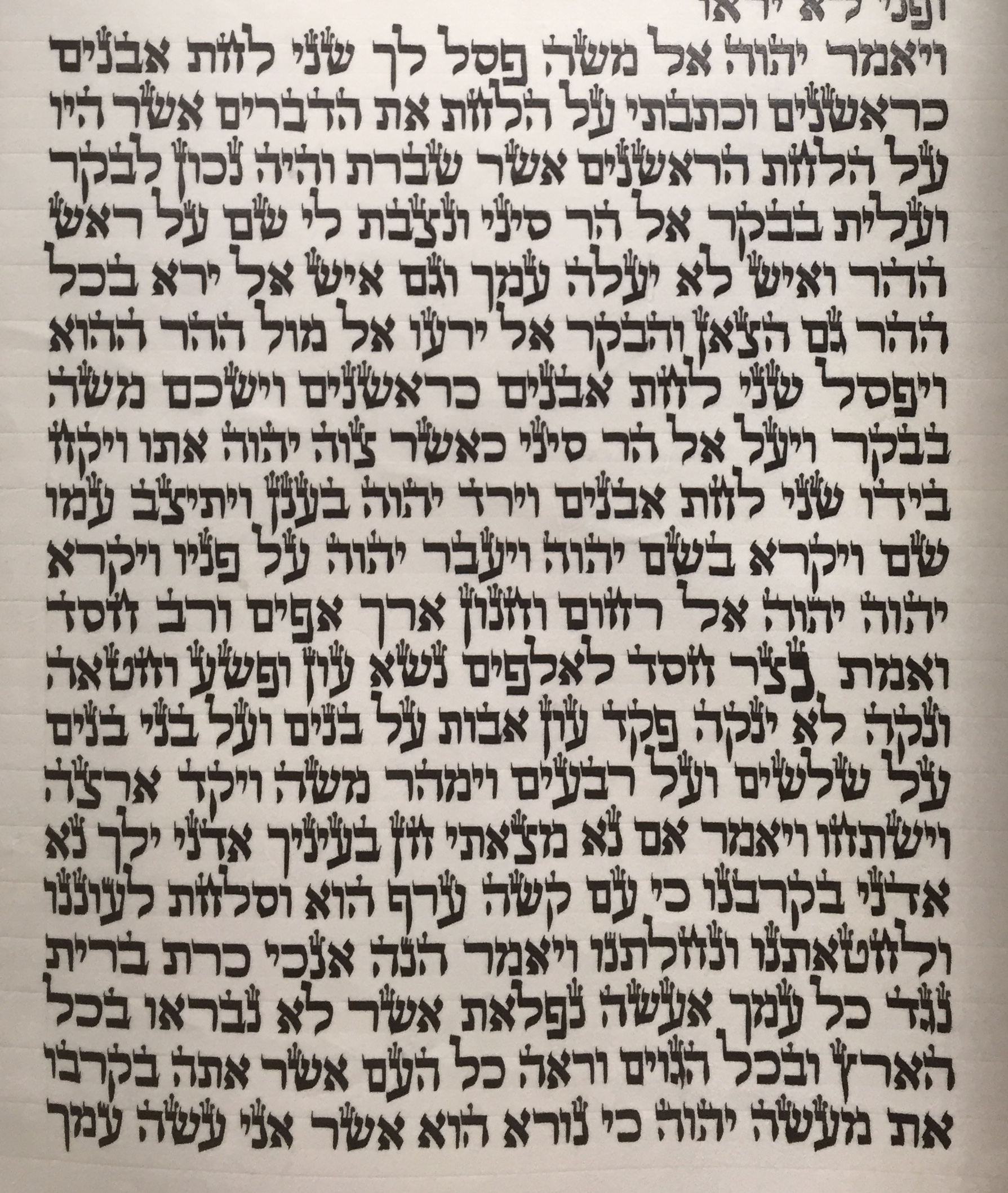
نمایی از متن عبری سیزده صفت خدا در سِفر تورات

سیزده صفت خداوند (י״ג מִידּוֹת) یا Shelosh-'Esreh Middot HaRakhamim (ترجمه شده از عبری : שְׁלוֹשׁ־עֶשְׂרֵה מִידּוֹת הַרַחֲמִים ) چنان‌که در سفر خروج ( Exodus 34:6–7 ) برشمرده‌شده‌، صفات الهی است که طبق آیین یهود، خدا با آن‌ها جهان را اداره می‌کند.
با توجه به توضیحات ابن میمون، این صفات نباید به عنوان ویژگی‌های ذاتی خدا قلمداد گردند، بلکه به عنوان شیوهٔ او در نظر گرفته می‌شوند، که به وسیلهٔ آن، نظارت الهی به نظر ناظر انسانی می‌رسد.